# Андрієвка (Курманаєвський район)
Андрі́євка (рос. Андреевка) — село у складі Курманаєвського району Оренбурзької області, Росія.

## Населення
Населення — 1054 особи (2010; 1252 у 2002).
Національний склад (станом на 2002 рік):
- росіяни — 89 %